# Birkenfelder Rotäpfelchen
Das ‘Birkenfelder Rotäpfelchen’, auch ‘Birkenfelder Rotapfel’ genannt, ist eine Sorte des Kulturapfels (Malus domestica). Dieser Wirtschaftsapfel ist gut lagerfähig und eignet sich besonders gut zur Weiterverarbeitung als Gelee. Das ‘Birkenfelder Rotäpfelchen’ wird im Landkreis Birkenfeld in Rheinland-Pfalz angebaut. Die Äpfel sind dunkelrot bis fast schwarz und haben einen säuerlichen Geschmack.
Das feste Fruchtfleisch des kleinen Apfels ist ebenfalls rotgeädert. Die Kelchgrube ist filzig-behaart. Erntezeit für den Apfel ist im Hunsrück Ende Oktober. Die Bäume sind kleinwüchsig.
Ursprünglich diente das ‘Birkenfelder Rotäpfelchen’ vor allem der Eigenversorgung auf dem Hunsrück. Der auffallend farbige und gut lagerfähige Apfel wurde dabei vor allem weiterverarbeitet aber auch als Weihnachtsdekoration aufgehoben. Bis 2010 war nur noch ein einziges Vorkommen des ‘Birkenfelder Rotäpfelchen’ auf einer Streuobstwiese in Mackenrodt bekannt. Durch Aufrufe in der Lokalzeitung meldeten sich weitere Besitzer, so dass 2010 drei weitere Standorte identifiziert werden konnten. Ebenfalls im Jahr 2010 erhielt das ‘Birkenfelder Rotäpfelchen’ erstmals eine eigene Sortenbeschreibung durch den Pomologen Richard Dahlem.
Bekannt wurde das ‘Birkenfelder Rotäpfelchen’ durch die geplante EU-Saatgutverordnung. Diese hätte den Handel und den kommerziellen Anbau von alten Obstsorten erheblich erschwert. Das ‘Birkenfelder Rotäpfelchen’ war eine der Sorten, die in der Kampagne gegen die Verordnung eine Rolle spielte und so auch mehrfach den Bundestag beschäftigte. Julia Klöckner, damals Staatssekretärin Bundesministerium für Ernährung, Landwirtschaft und Verbraucherschutz lobte das Rotäpfelchen als „wesentlichen Teil der Kulturlandschaft“, während Steffi Lemke von einer Reise in den Hunsrück Früchte mit in den Bundestag brachte. Aufgrund der Kampagne stieg auch das Interesse an der Sorte im Kreis selbst, so dass 2014 wieder 150 Edelreiser des ‘Birkenfelder Rotäpfelchen’ verteilt werden konnten.
Um den Erhalt der Sorte ‘Birkenfelder Rotäpfelchen’ und die PR für die Sorte kümmert sich der Landschaftspflegeverband Birkenfeld, der seit einigen Jahren ein Gelee aus Rotäpfelchen herstellt.
2014 nahm Slow Food das Rotäpfelchen in die Arche des Geschmacks auf.